# Nové Město pod Smrkem
Nové Město pod Smrkem település Csehországban, Libereci járásban. Nové Město pod Smrkem Raspenava, Lázně Libverda, Krásný Les, Horní Řasnice, Jindřichovice pod Smrkem, Dolní Řasnice és Świeradów-Zdrój településekkel határos. Lakosainak száma 3757 fő (2024. január 1.).

## Népesség
A település lakosságának változását az alábbi diagram mutatja:
| Lakosok száma | 5233 | 5949 | 5811 | 3352 | 3916 | 4018 | 3753 | 3674 | 3663 | 3757 |
|               | 1869 | 1890 | 1921 | 1950 | 1980 | 2001 | 2017 | 2019 | 2022 | 2024 |